# Abietinaria trigona
Abietinaria trigona is een hydroïdpoliep uit de familie Sertulariidae. De poliep komt uit het geslacht Abietinaria. Abietinaria trigona werd in 1987 voor het eerst wetenschappelijk beschreven door Antsulevich. 